# 進水式

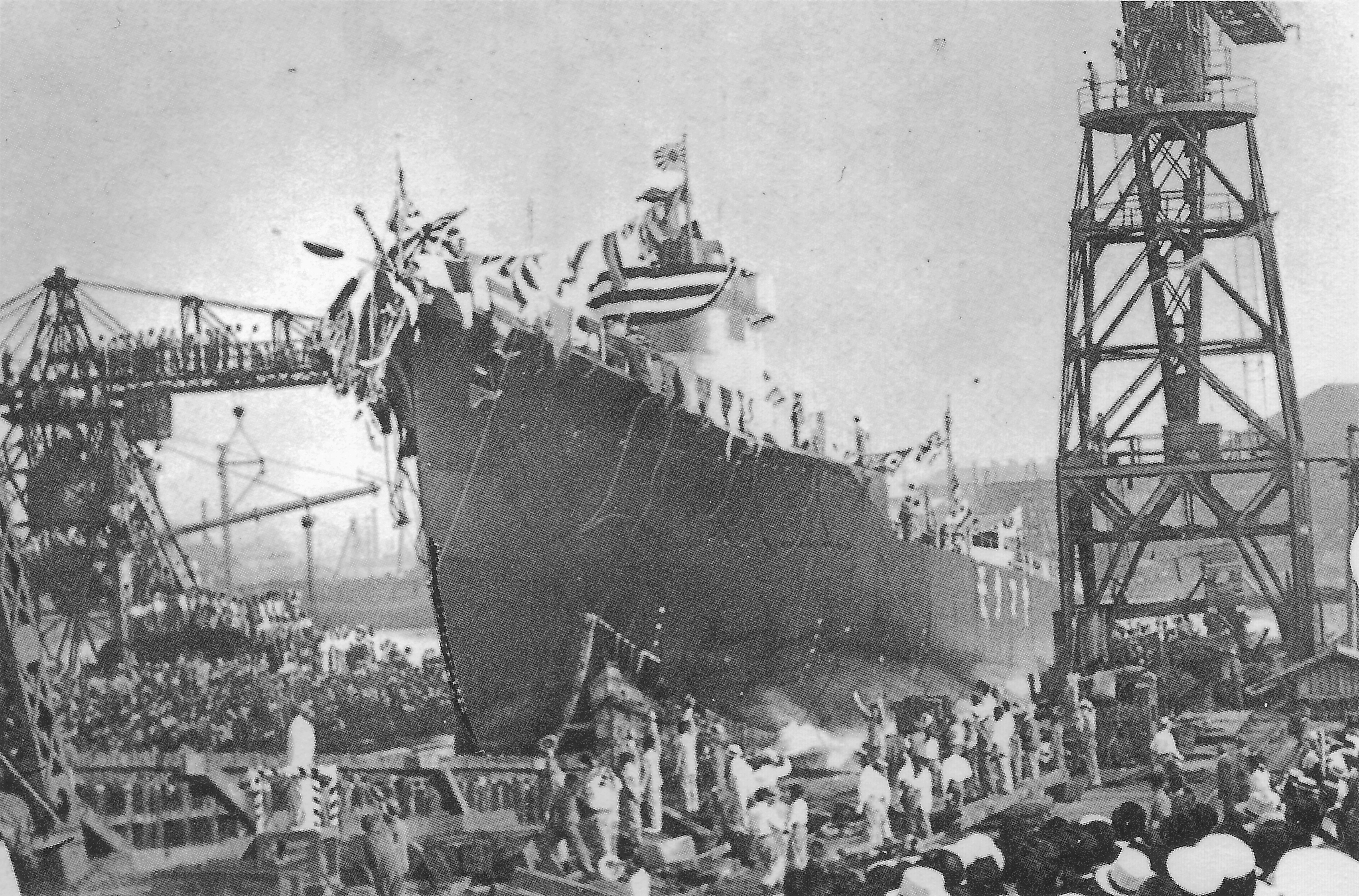
山雲の進水式。1937年7月24日、藤永田造船所。

進水式（しんすいしき）は、造船において造船台で組み立てられた新造船舶を初めて水に触れさせる作業・儀式のこと。進水式の場合はそれがたとえ量産型の船舶であっても必ず一隻ごとに催す。
人間の誕生日に該当する作業および儀式で、進水式と同時に船の命名式が行われるのが通例になっている。進水命名式とも呼称する。
ただし、大型船でドックにて建造された場合、進水はドックへの注水になるため、命名式のみ催す場合がある。
式典自体は、船台進水もドック進水もほぼ同様である。
なお進水式の時点では、船殻が完成しているに過ぎない。艤装が開始された後に性能試験をおこなうことで竣工となり、船主に引き渡される。
大型船の進水式では地元民を招待したり一般公開するなど、イベント的な要素もある。進水式典拝観者のために臨時列車を走らせたり、造船所周辺の市民が進水を祝って提灯や国旗を掲げたこともあった。
日本海軍の軍艦の進水式には、天皇や、皇族が臨席することもあり、盛大な式典が催された。
諸外国でも国王、大統領、総統、総書記など、国家の指導者が主賓として軍艦や大型船の進水式に参加することもある。

## 起源
西洋で行われていた進水を祝う催しが装飾や儀式に変化していったという説がある。ヴァイキングは進水式において人間を生贄として捧げていたとされ、後には生贄ではなく血を連想させる赤ワインを使う風習となり、さらに白ワインからシャンパンに変化したのが通説とされる。

## シャンパン

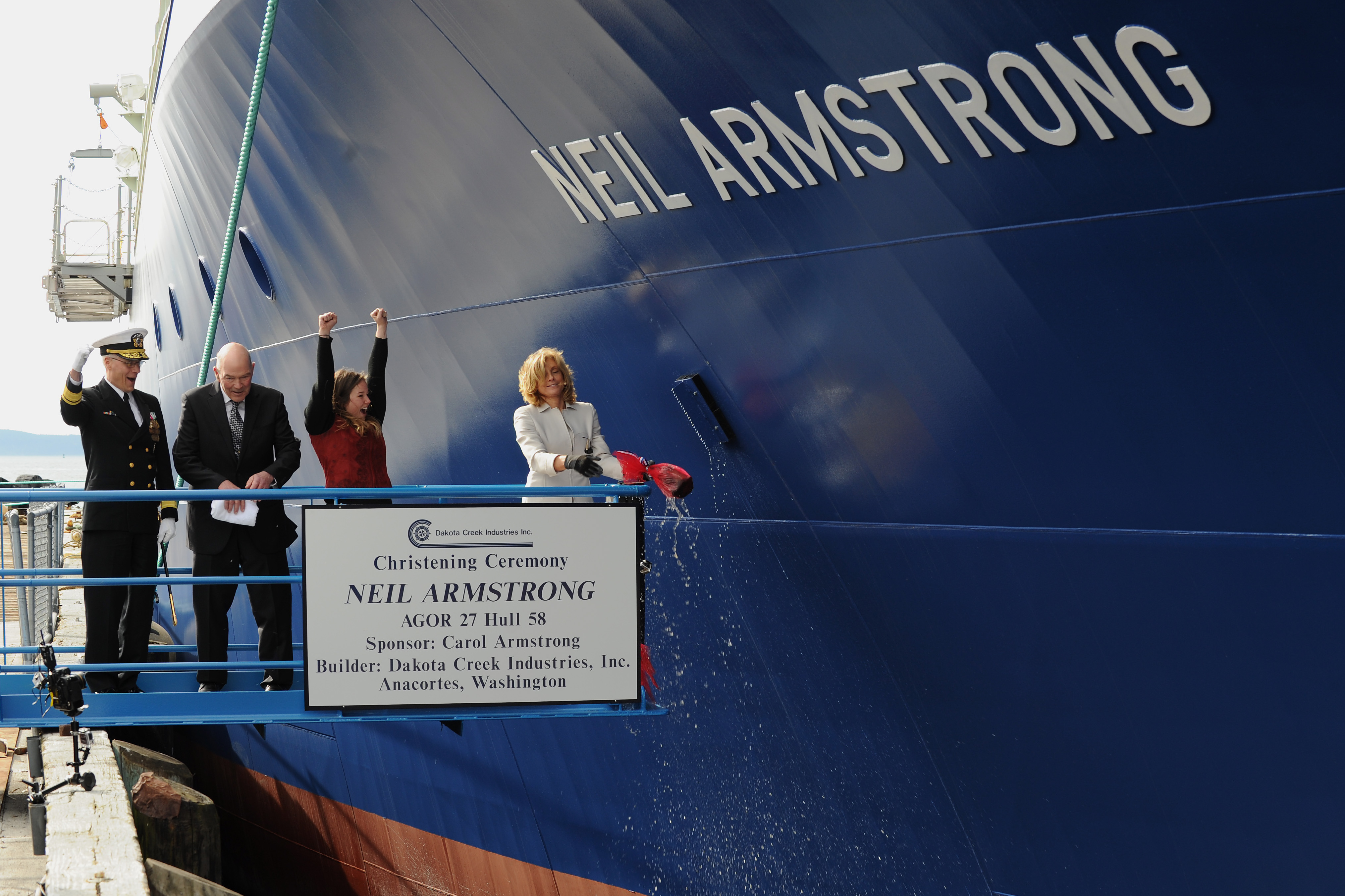
ニール・アームストロングの進水式でシャンパンボトルを割るカリ・アームストロング（ニールの孫娘）

前述のように、進水式ではシャンパンのボトルを船体に叩きつけて洗礼とする儀式が行われるが、法律で規定されているわけではないため、ワインやウイスキーなど他の酒類が使われることもある。
2014年に行われた英海軍空母クイーン・エリザベスの命名式では、同艦がスコットランドのロサイスで建造され本人も訪問した経験があることからボウモア蒸溜所のスコッチ・ウイスキーが選ばれ、エリザベス女王自ら命名とともにギミックのボタンを押し、無事にボトルが割られた。
日本では日本酒を使う場合もある。
1811年、当時のイギリス皇太子・ジョージ4世が軍艦の進水で、その役目を女性にあてるよう決めたことから、西欧では女性がボトルを割るのが慣習化し、伝統として確立した。有名人や船主、船名（艦名）と関係のある女性が招待される事もある。
進水式の際に、船に当たったボトルが割れないと、その船は難破や沈没などの不幸に見舞われるというジンクスがある。現代では、ボトルが跳ね返ったK-19が多数の事故に遭遇したことが例としてあげられることが多い。

## 内容

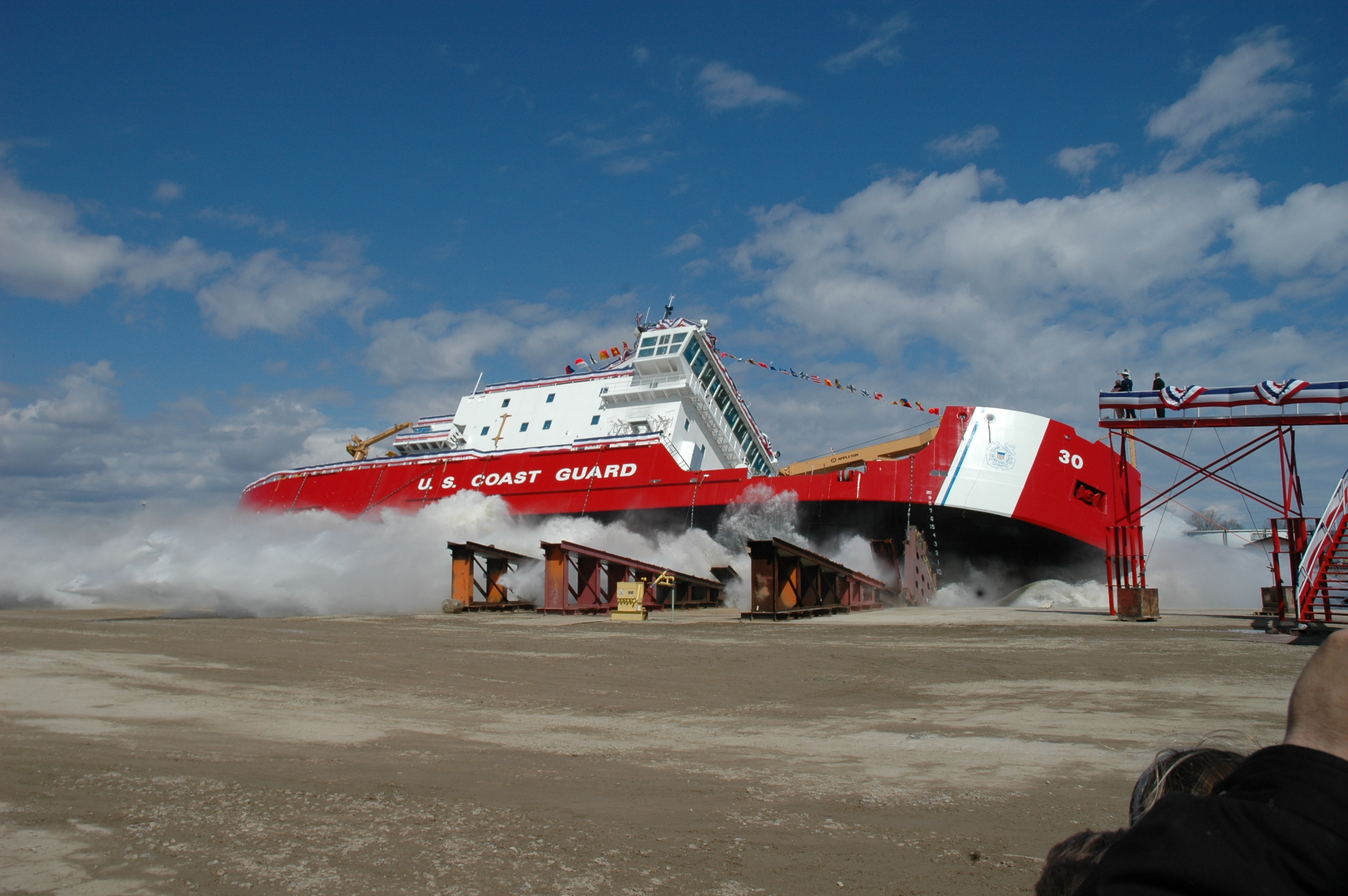
造船台から横方向へ川に滑り落とす進水式の様子。

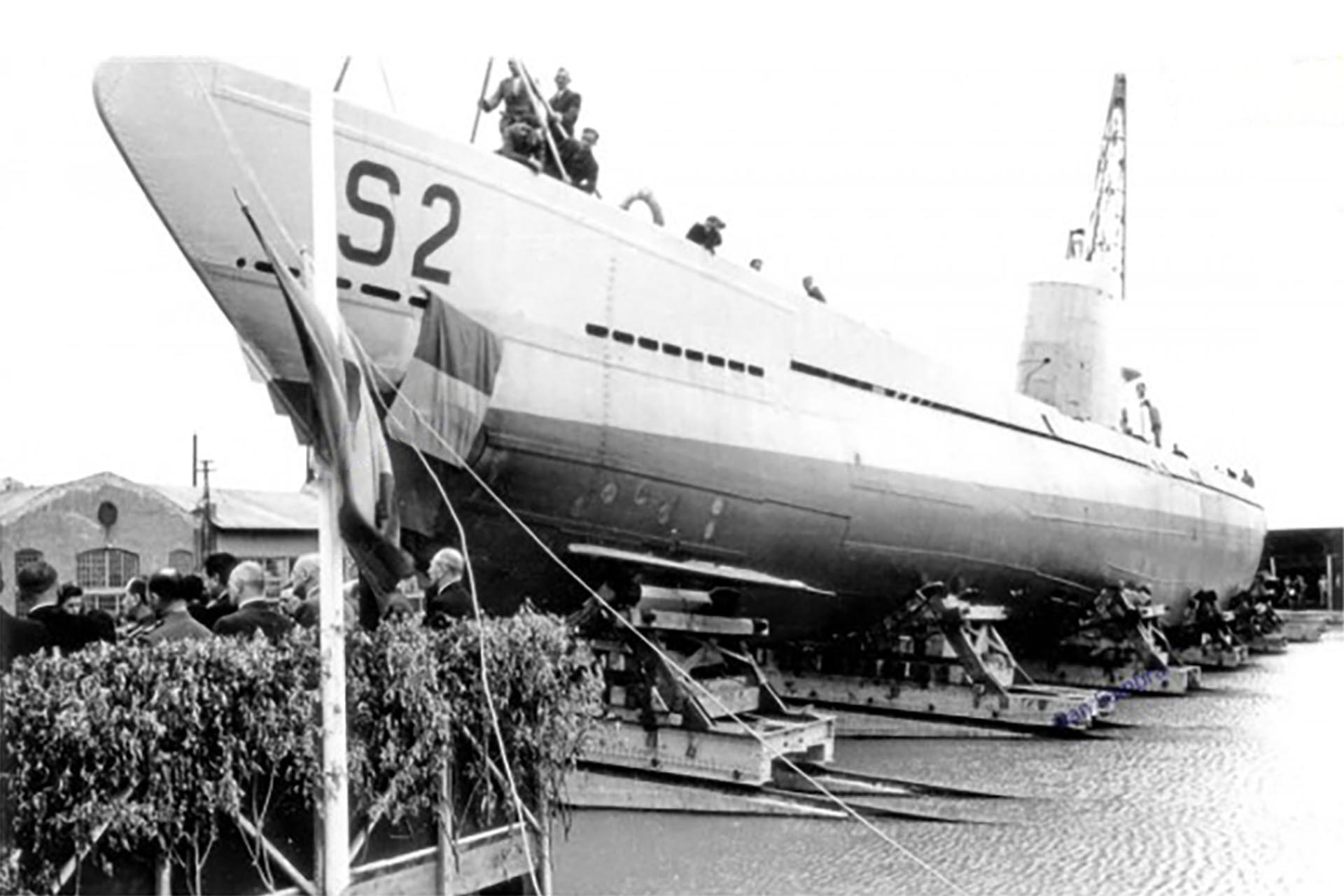
ルーマニア海軍 潜水艦 マルスィヌル 進水式

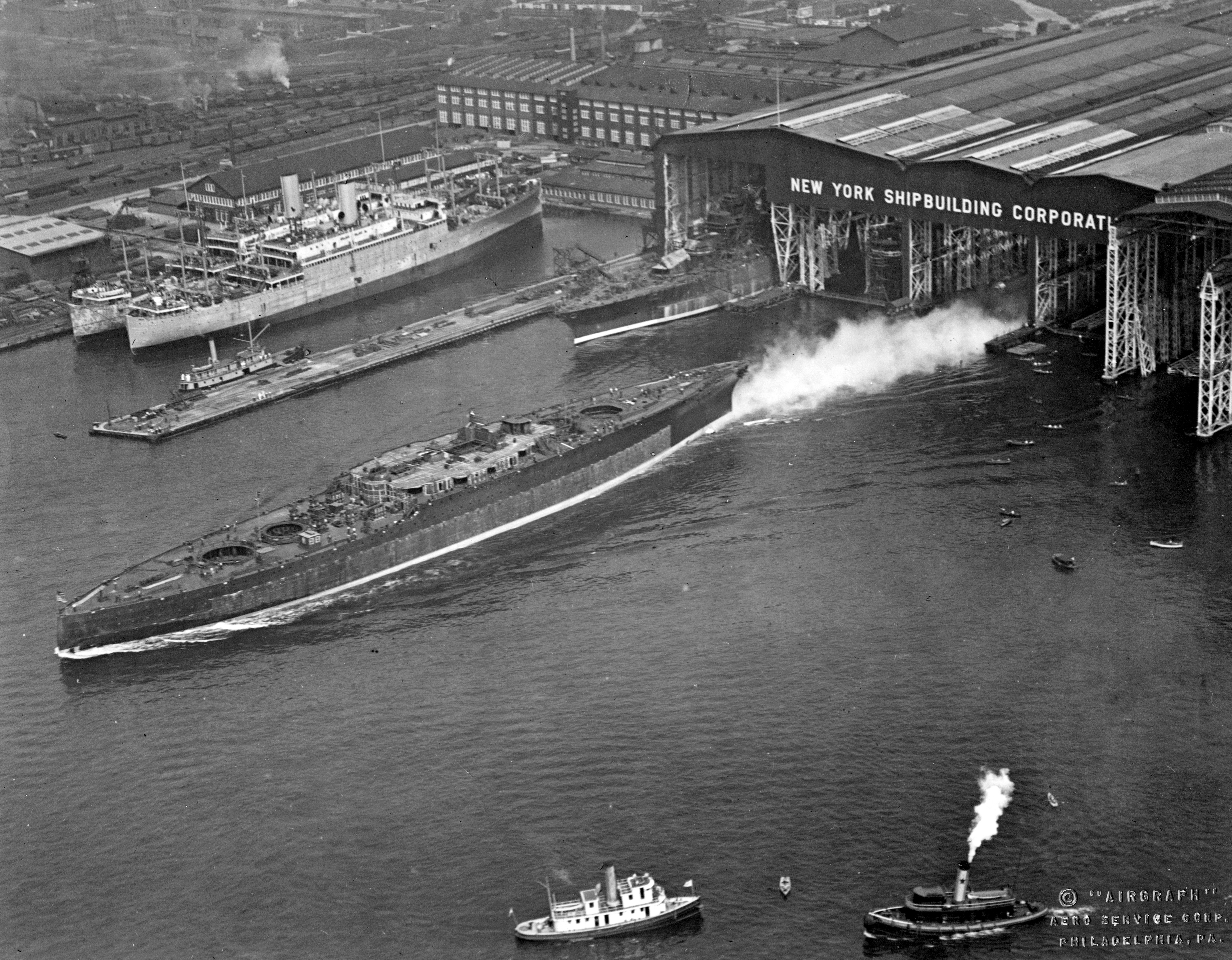
アメリカ海軍 戦艦「ワシントン (BB-47) 」の進水と、艤装工事中の姉妹艦「コロラド」。これから艦体に砲塔、舷側装甲、上部構造物などを設置する。

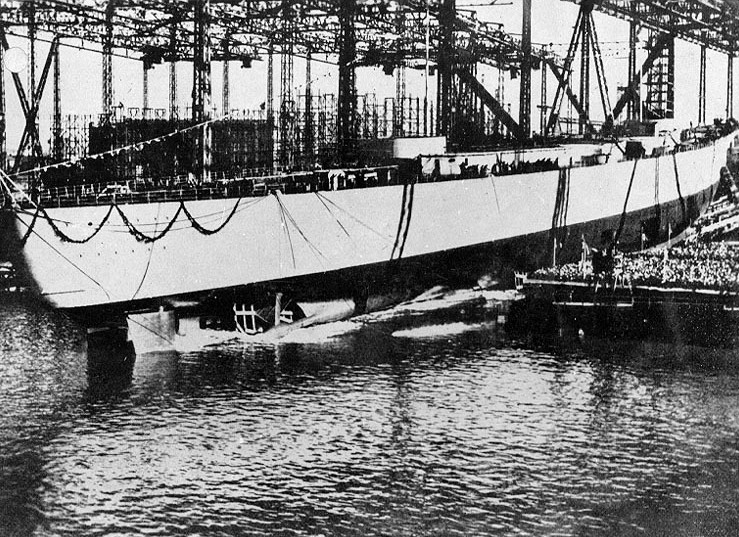
艦尾より進水するドイツ海軍の「ビスマルク」

元来は造船所の船台（もしくは船渠）にて起工式が行われ、竜骨が据えつけられて、船の建造が本格的に始まるものであった 。欧米の造船所においては現在も基本的にドックへの竜骨据え付け・ブロック搭載がすなわち起工とみなされる一方で 、日本において起工式が行われる段階は鋼材の切断加工の開始時、溶接の開始時 、ドックへのブロック搭載時などと幅がある。
船体が概ね完成すると、進水式にむけて準備をおこなう 。進水式には大別して2種類ある。
ひとつは船台に乗ったままドックに水を注入する「ドック進水」、もうひとつは船台ごとスロープを滑走して水面に入水する「船台進水」である。
船台進水の場合、通常は船側または船尾から水に入る。横方向に進水する方法は、アメリカ合衆国など川沿いの造船所で行われた。これは、船首側から進水すると勢いが付きすぎてしまい、場合によっては転覆してしまう恐れがあるためである。ただし横方向進水でも、事故の可能性は少なからず存在し、2025年5月21日に朝鮮民主主義人民共和国の清津市で建造されていた崔賢級駆逐艦2番艦の事例がある  。
また、船尾側から進水したとしても、事故が発生する事もある。
さらに船台から滑り進水する場合、船台の異常により進水中止になる事例があった。明治時代の装甲巡洋艦「筑波」や、昭和時代の駆逐艦「初霜」などがある。浦賀船渠で建造していた「初霜」は1933年（昭和8年）10月31日に進水式をおこなったが、船体が滑らず式典中止。やり直しとなる。11月4日、今度は進水に成功した。
手違いや事故により主賓や現場責任者が支綱を切断するまえに船台から滑り出してしまう事もあり、ドイツ海軍のポケット戦艦「ドイッチュラント」、イギリス海軍の空母「フォーミダブル」などの事例がある。「フォーミダブル」の事故では船台の破片が見物席に飛び散り、死傷者が出た。
現代では大型船は安全性が高いドック進水が一般的である 。
日本海軍においてドック進水を最初に実施したのは、呉海軍工廠で建造された戦艦「扶桑」であった。ドックに注水して新造船を浮かせ、扉船 (Dock Gate) を開放し、タグボートをつかって洋上に引き出す。
キリスト教圏では聖職者による聖別も同時に行われることが多い。
日本における進水式では、まず命名式が行われた後、支綱切断の儀式を行う。明治時代の日本海軍はフランス人やイギリス人などお雇い外国人より指導を受けており、進水式典もヨーロッパの影響を受けた。
支綱切断の時に使われる斧（ハンマーや小刀、はさみの場合もある）はその艦船ごとに新しく作られる。戦後日本においては銀の斧が使われ、特に刃の左側に3本、右側に4本の溝が彫られているものがよく見られるが、これは日本独自のものである 。日本で初めて斧が使われたのは1891年（明治24年）3月24日、フランス技師ルイ＝エミール・ベルタンの設計および指導下で横須賀造船所で建造された松島型海防艦「橋立」の進水式であったが（明治天皇臨席）、その後数十年は当時西洋で一般的だった槌とのみによる支綱切断と併用された。
銀の斧は古くから悪魔を振り払うといわれている縁起物で、1907年（明治40年）10月24日、佐世保海軍工廠における防護巡洋艦「利根」の進水式で最初に用いられた。この「利根」の進水式は、大正天皇皇太子（昭和天皇）や有栖川宮威仁親王や東郷平八郎大将が出席するなど、盛大な儀式であった。当時工廠の造船部長であった小山吉郎が、日本の軍艦の進水式なのだから西洋式の槌とのみではなく、日本古来の長柄武器である「まさかり」様の器具を支綱切断に用いるべきとして、新たな斧を発案したのがはじまりである。また鑿では支綱を一度で切断できない事例もあり、刃が広い斧が普及したという理由もあった。このほか、金の斧を使用した事例もあった。
この時の進水斧では、左側に彫られた3本の溝はアマテラス（中央）・イザナギ・イザナミ、右側に彫られた4本の溝は八幡神・春日神・豊受大神・猿田彦を示すとされていた。現在では、左側の3本の溝は三貴子（みはしらのうずのみこ：アマテラス・ツクヨミ・スサノオ）、右側の4本の溝は四天王を表すと考えられている 。
この支綱はくす玉とシャンパンなどに繋がれており、切断と連動してシャンパンなどが船体に叩きつけられる。それと同時に船名を覆っていた幕が外れ、くす玉が割られ、くす玉本体とその周辺から大量の紙テープ・紙吹雪・風船などが舞う中、進水台を滑り（またはドックに注水し）進水となる。
くす玉には 、「新船の誕生と、その前途の多幸を祝福するもの」という意味が込められている。
日本海軍において進水式の方法が概ね確立したのはスループ「武蔵」（横須賀造船所）で、 1886年（明治19年）3月30日の進水式には昭憲皇太后が出席している 。進水と共にくす玉が割れると、ハトや五色の紙が散らされた。
海上自衛隊では、命名式を行った後、続けて造船会社による進水式を行うため『命名・進水式』と称している。
神道式で進水式を斎行する時の一例として、まず手水、修祓、降神、献饌、祝詞奏上を行ってから、神職が米や塩や酒や切麻などで船を清める。次に神職は命名書を船主に進め、船主は舳にて命名書を読む。次に玉串拝礼、撤饌、昇神を行い、神職は忌斧を船主に渡す。